# James Monroe (homme politique)
Pour l’article homonyme, voir James Monroe.
James Monroe (Plainfield (Connecticut), 18 juillet 1821 - Steubenville, 6 juillet 1898) est un homme politique américain.